# سو تاگوچی
سو تاگوچی (انگلیسی: So Taguchi؛ زادهٔ ۲ ژوئیهٔ ۱۹۶۹) بازیکن بیس‌بال اهل ژاپن بود.
از باشگاه‌هایی که در آن بازی کرده‌است می‌توان به سنت لوئیس کاردینالز اشاره کرد.